# Isabella Tena
Isabella Tena Nava (Cidade do México, 27 de janeiro de 2007) é uma atriz mexicana.
Isabella atuou em várias novelas e peças de teatro, entre elas Mi corazon es tuyo, ao lado das estrelas mexicanas Jorge Salinas e Silvia Navarro, Sueño de amor (onde atuou ao lado de Julian Gil e em que seu aniversário foi comemorado durante uma das primeiras gravações de show) e Mi marido tiene familia, ao lado da atriz Silvia Pinal. Ela também participou atuou de um episódio de Como dice el dicho, uma série dramática mexicana.

## Filmografia

### Telenovelas
- El amor no tiene receta (2024) - Gala Villa de Cortés Manzur
- El amor invencible (2023) - Ana Julia Peralta Torrenegro / Ana Julia Torrenegro Ramos
- Mi marido tiene más familia (2018-2019) - Frida Meneses Córcega
- Mi marido tiene familia (2017) - Frida Meneses Córcega
- Sueño de amor (2016) - Selena Alegria Kidman
- Mi corazón es tuyo (2014) - Luz "Luzecita" Lascurain Diez

### Séries de televisão
- Como dice el dicho
  - Capítulo: En casa de herrero, cuchillo de palo (2017) - Nayeli
- La rosa de Guadalupe
  - Capítulo: Tres destinos (2016) - Consuelo
  - Capítulo: La primera puerta (2016) - Doris

### Programas na internet
- Show de Polly (2020) - convidada
- Que mosca te picó (2018) - entrevistada

### Programas de televisão
- Kids Choice Awards México (2015) - premiada
- En Familia Con Chabelo (2015) - convidada
- Hoy (2015 e 2020) - convidada

### Comerciais
- Puedes estar lejos pero cerca (campanha da Televisa) (2020) - ela mesma
- La vida es mejor (comercial da Televisa) (2014) - ela mesma

### Teatro
- Tu no existes (2016) - personagem desconhecido
- Mi corazón es tuyo (2015) - Luz "Luzecita" Lascurain Diez

## Canções
- Canções com o elenco de Mi corazón es tuyo
  - "Volveremos a ser" - convidada (2015)
  - "Eres" (2015)
  - "El amor triunfó" (2015)
  - "Todos en la cocina" (2015)
  - "El rap de la bruja" (2015)
  - "El rap del tío y el abuelo" (2015)
  - "El niño del tambor" (2015)
  - "Los peces en el río" (2015)

## Prêmios e indicações

### Kids Choice Awards México
| Ano  | Categoria        | Papel     | Resultado |
| ---- | ---------------- | --------- | --------- |
| 2015 | Revelação do Ano | Ela mesma | Venceu    |